# Горейц, Ярослав
Ярослав Горейц (чеш. Jaroslav Horejc; 15 июня 1886 , Прага — 3 января 1983, там же) — чешский и чехословацкий скульптор, дизайнер, ювелир, медальер, ведущий представитель декоративизма ар-деко и педагог. Профессор.

## Биография
Сын часовщика. Художественный талант проявился в юном возрасте. 14-летнего мальчика родители привели в литографическую мастерскую. Спустя всего несколько недель, юный Ярослав отправился учиться на гравёра в Специальную школу для ювелиров, гравёров и золотых и серебряных дел мастеров в Праге. С 1906 по 1910 годы обучался в пражском художественно-промышленном институте у Э. Новака и Ст. Сухарды.
В его раннем творчестве, относящемся к 1905—1909 годам, заметно влияние Венской школы, эпохи модерна, творчества Густава Климта.
В 1918 году Горейц стал профессором Художественно-промышленного института в Праге и руководил мастерской по художественной обработке металла. Проработал там до 1948 года, пока ему не пришлось уйти по требованию студентов-комсомольцев. В 1961 году он был реабилитирован, а в 1966-м ему было присуждено звание заслуженного профессора.
Наиболее оригинальный след Горейц оставил в области скульптуры, а также создавал украшения, монеты, медали, изделия из керамики, игрушки, дизайн книг, сценическое оформление, узоры на ткани и костюмы. При этом работал со всевозможными видами материалов.

Решётка южного портала церкви Св. Вита (1930—1955, Прага)
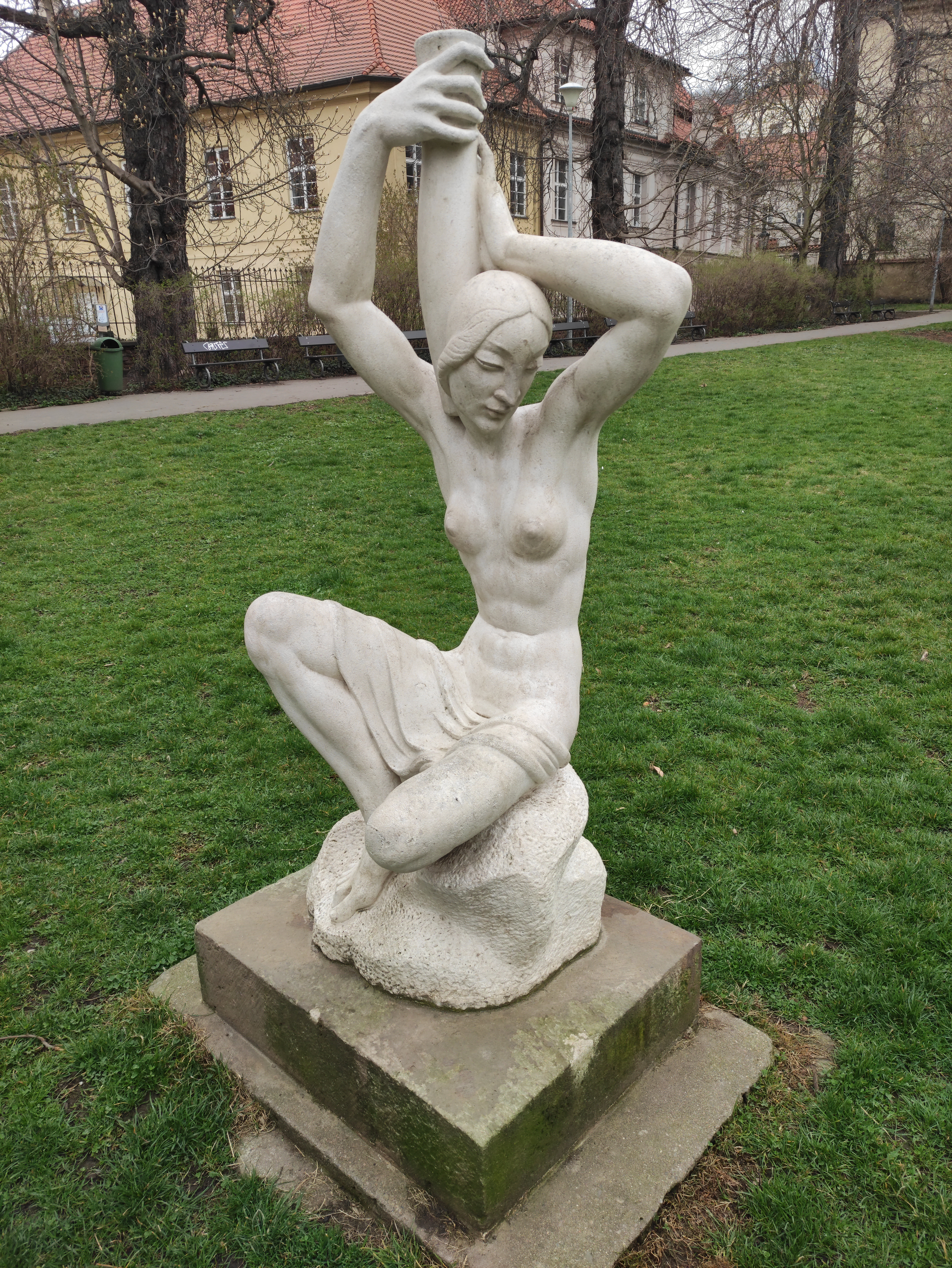
Девушка с амфорой (Прага)
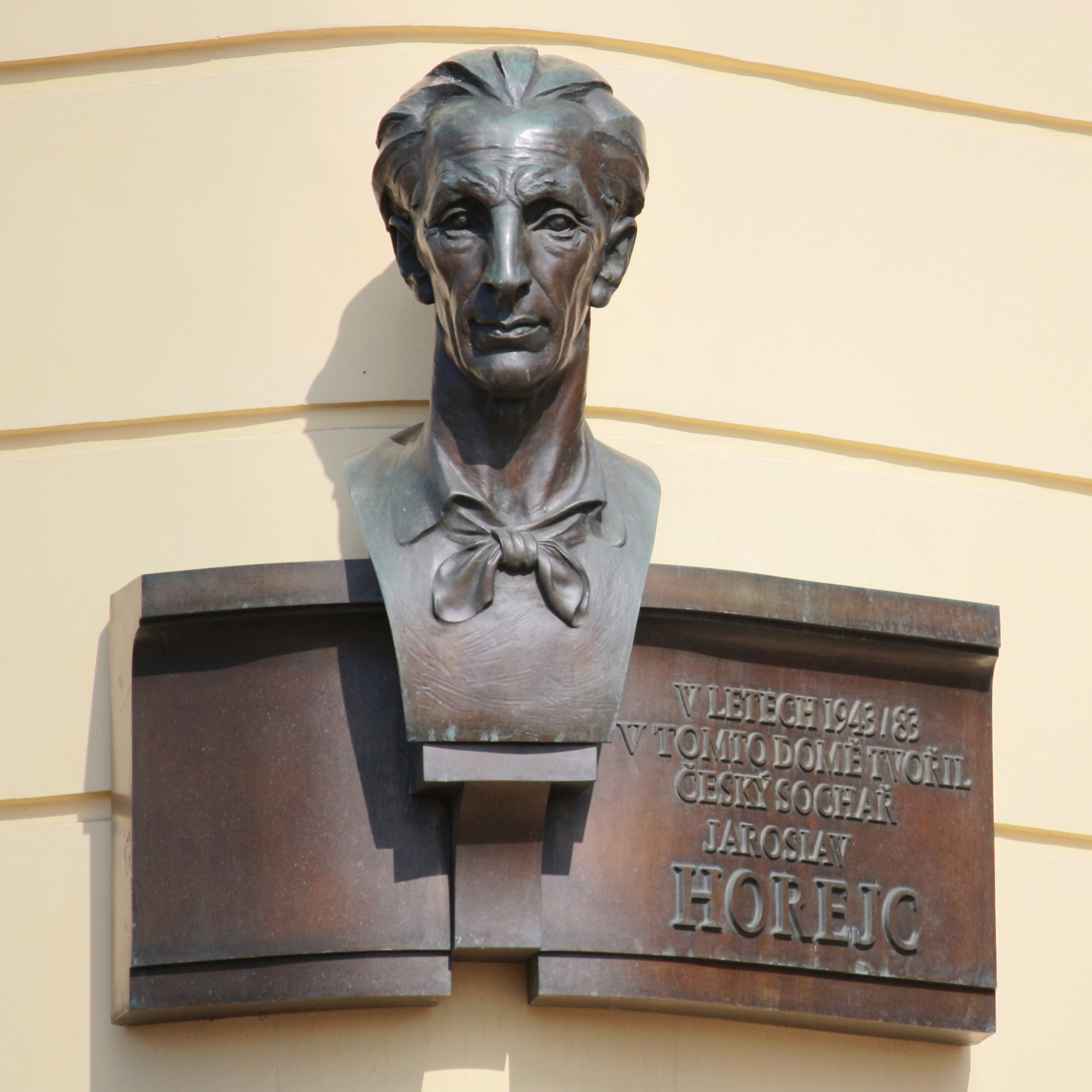
Мемориальная доска Я. Горейца в Праге
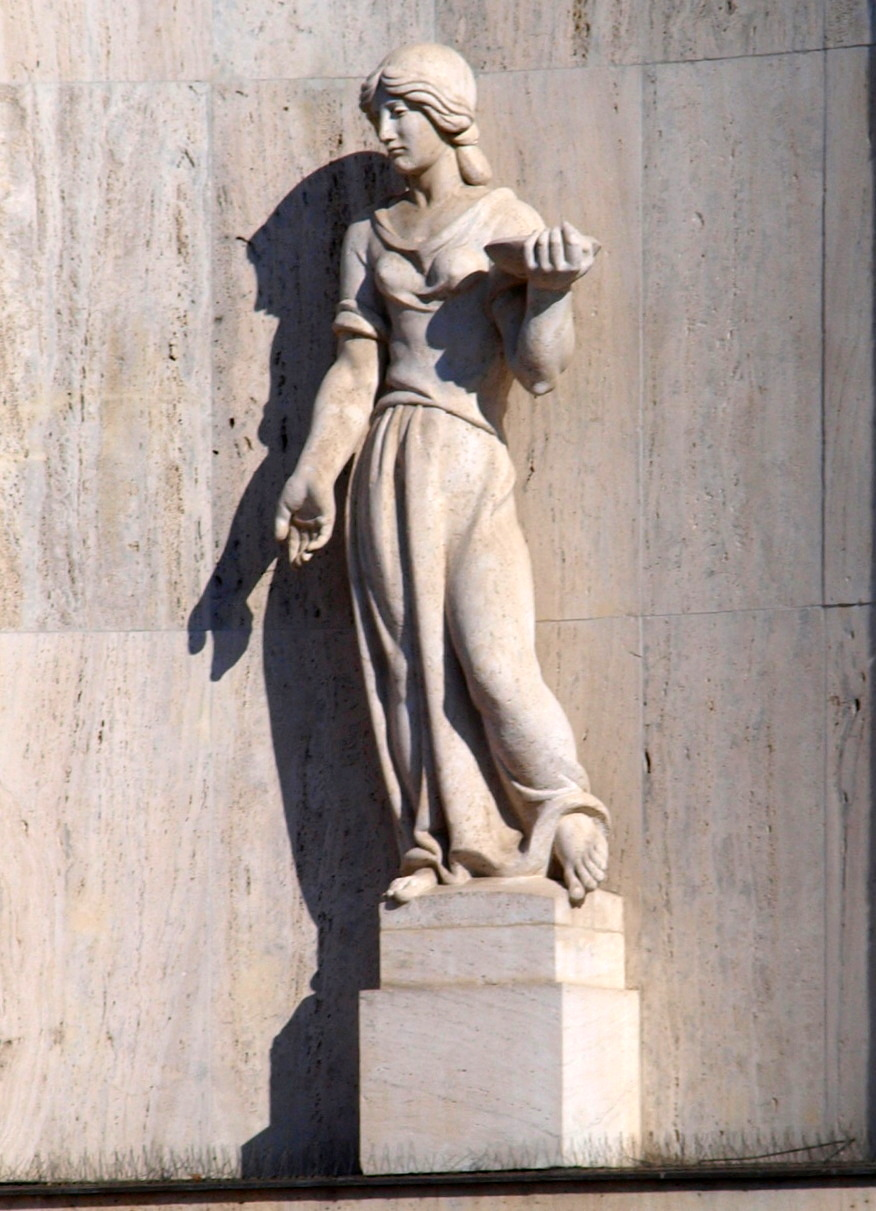
Статуя на фасаде Министерства труда, (1929 г.) Прага 2 — Дворцовая площадь